# Palco
Palco és una població dels Estats Units a l'estat de Kansas. Segons el cens del 2000 tenia 248 habitants.

## Demografia
Segons el cens del 2000, Palco tenia 248 habitants, 126 habitatges, i 72 famílies. La densitat de població era de 354,6 habitants/km².
Dels 126 habitatges en un 23% hi vivien nens de menys de 18 anys, en un 47,6% hi vivien parelles casades, en un 7,1% dones solteres, i en un 42,1% no eren unitats familiars. En el 41,3% dels habitatges hi vivien persones soles el 20,6% de les quals corresponia a persones de 65 anys o més que vivien soles. El nombre mitjà de persones vivint en cada habitatge era d'1,97 i el nombre mitjà de persones que vivien en cada família era de 2,6.
Per edats la població es repartia de la següent manera: un 19% tenia menys de 18 anys, un 6,9% entre 18 i 24, un 23% entre 25 i 44, un 25,4% de 45 a 60 i un 25,8% 65 anys o més.
L'edat mediana era de 46 anys. Per cada 100 dones de 18 o més anys hi havia 87,9 homes.
La renda mediana per habitatge era de 28.036 $ i la renda mediana per família de 33.500 $. Els homes tenien una renda mediana de 25.500 $ mentre que les dones 17.500 $. La renda per capita de la població era de 18.519 $. Entorn del 5,7% de les famílies i el 14,4% de la població estaven per davall del llindar de pobresa.

## Poblacions més properes
El següent diagrama mostra les poblacions més properes.